# The Blue Room
《The Blue Room》은 영국의 록 밴드 콜드플레이가 발매한 두 번째 EP이자 1999년 10월 팔로폰과 계약한 후 첫 번째 EP이다.

## 배경
크리스 앨리슨이 프로듀싱한 이번 음반에 수록된 〈Don't Panic〉의 버전은 밴드의 후기 데뷔 음반인 《Parachutes》에 수록된 버전과는 다르다. 크리스 앨리슨이 프로듀싱한 네 번째 트랙 〈High Speed〉도 《Parachutes》의 컷을 만들었으며 그대로 유지되었다. 첫 번째 트랙인 〈Bigger Stronger〉와 다섯 번째 트랙인 〈Such a Rush〉는 《Safety》 EP에서 재발매되었으며, 두 EP 모두 동일하다.
〈See You Soon〉은 이후 콜드플레이의 A Rush of Blood to the Head Tour에서 정기적으로 세트리스트에 포함되었고 콜드플레이의 《Live 2003》 음반 DVD와 CD에 수록되었다. 〈See You Soon〉은 2003년 콜롬비아 보고타에서 A Head Full of Dreams Tour 기간 중 처음으로 라이브로 공연되었으며 투어에서 반복적인 노래가 되었다.
CD 버전은 오직 5,000장만 오리지널 프레스로 제작되었으며, 한정판 12인치 바이닐 발매는 앞면 사진 슬리브에 개별적으로 번호가 매겨졌다. CD 버전은 2001년에 동일한 패키지로 재발매되어 더 널리 이용할 수 있게 되었다. 2007년 《The Singles 1999–2006》 박스 세트에는 2x7인치 바이닐 버전이 포함되었다.
이 음반의 삽화는 1997년 《내셔널 지오그래픽》 잡지에서 가져온 것이다.

## 반응
올뮤직 저널리스트 맥켄지 윌슨은 "《The Blue Room》이 무성한 하모니를 가진 잘 가공된 보컬"이라고 평가하면서 "마틴의 하킹 보컬은 진의 프론트맨 마틴 로시터와 비슷한 공통의 드림 팝 멜로디를 반영하고 있다"고 언급했고, "뛰어난 것"으로 〈Such a Rush〉를 꼽았다.

## 곡 목록
모든 곡들은 가이 베리먼, 조니 버클랜드, 윌 챔피언, 크리스 마틴에 의해 작사/작곡하였다.
| #  | 제목                | 재생 시간 |
| -- | ------------------- | --------- |
| 1. | 〈Bigger Stronger〉 | 4:49      |
| 2. | 〈Don't Panic〉     | 2:38      |
| 3. | 〈See You Soon〉    | 2:51      |
| 4. | 〈High Speed〉      | 4:16      |
| 5. | 〈Such a Rush〉     | 4:57      |